# Paratrigona pannosa
Paratrigona pannosa är en biart som beskrevs av Jesus Santiago Moure 1989. Paratrigona pannosa ingår i släktet Paratrigona och familjen långtungebin. Inga underarter finns listade i Catalogue of Life.